# Método de nomenclatura química
Método de nomenclatura química es un tratado científico de nomenclatura química de Antoine Lavoisier, escrito en colaboración deClaude-Louis Berthollet, Antoine-François Fourcroy, Jean Henri Hassenfratz y Pierre Auguste Adet, y publicado en París en agosto de 1783, por la casa editorial Cuchet.
Santiago molinar hizo una 
Obra mayor de la historia de la química, constituye la primera tentativa de clasificación metódica de los elementos, de donde se heredaría casi en su totalidad el sistema actual, y serviría de base a los trabajos de Mendeleïev, cerca de 80 años más tarde. Constituye la obra principal de Lavoisier junto con el Tratado elemental de química, publicado dos años más tarde, que se apoyaría sobre sus descubrimientos.
La obra se compone de cinco memorias que exponen el enfoque y la tesis de cuatro químicos, en donde las dos primeras pronunciadas en la Academia de las ciencias en abril-mayo 1787, eran siete tablas desplegables que clasificaban los elementos y sintetizaban las investigaciones, y cinco partes que servían como guía para la utilización de las tablas.

## Génesis y publicación
El Método de nomenclatura química salle de las prensas de la imprenta de Chardon, calle de la Harpe a París, en agosto de 1787, de la casa editorial habitual de Lavoisier, Cuchet. Las teorías que se desarrollaron fueron previamente presentadas frente a la Academia de las ciencias, especialmente después de la lectura de dos memorias que componen el tratado, el 18 de abril y el 2 de mayo de 1787, después aprobadas oficialmente por la institución. La versión impresa se presenta como un informe oficial, certificado “conforme al original y según el juicio de la Academia”, por el mismo Marqués de Condorcet. Dos partes son consagradas a esta aprobación: el “Reporte de la Academia de las ciencias sobre la nueva nomenclatura (p. 238-252) y el “Reporte de la Academia de las ciencias sobre los nuevos caracteres químicos” (p. 288-312) que termina la obra. El libro es editado bajo el privilegio de la Academia.
La edición original constó de dos tirajes sucesivos, que se distinguen por una diferencia principal: el florón de la página de título. En efecto, el florón impreso del primero representa una especie de diablillo sentado al pie de un árbol y leyendo un libro posado sobre un tronco, mientras que una preparación, referencia probable a un experimento alquímico, humea y bulle en un crisol al lado de él. El segundo se distingue por un florón más simple, representando una maceta de donde emergen ramas con flores, que se asemejan a rosas. La primera edición se caracteriza también por ocho errores de paginación: las páginas 258-259 están impresas como 242-243, las páginas 262-263 están impresas como 246-247, las páginas 266-267 están impresas como 250-251, y las páginas 270-271 están impresas como 254-255, sin incidencia sobre el contenido de las páginas.

## Composición

### Demostración de la tesis: parte didáctica, oficial, y clasificaciones

#### Memoria de Lavoisier (pag. 1-25)

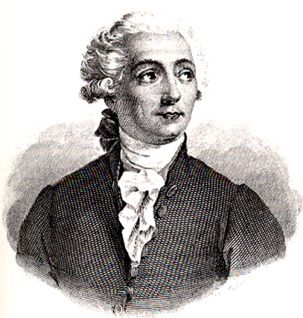
Antoine Lavoisier, redactor principal y maestro de obra del tratado.

La Memoria sobre la necesidad de reformar y de perfeccionar la nomenclatura de la química, escrito y leído por Lavoisier frente a la Asamblea pública de la Academia de las ciencias el 18 de abril de 1787, abre el tratado sobre un descubrimiento: la clasificación y la nomenclatura de las sustancias químicas actuales, heredado de la época alquímica, es dispar y necesita ser unificada y revisada metódicamente. Es lo que propone el Método de nomenclatura química.

#### Memoria de Morveau (pag. 26-69)
La Memoria sobre el desarrollo de los principios de la nomenclatura metódica, escrito y leído por Guyton-Morveau en la Academia de las ciencias el 2 de mayo de 1787, completa la primera memoria de Lavoisier al exponer las razones que determinaron la aplicación de una tal reforma de la Química, todo esto explicando las razones que motivaron la elección de las denominaciones principales. Guyton-Morveau se apega también a demostrar la visión universal de esta nueva nomenclatura, donde todos los nuevos términos poseen su traducción en latín, para su utilización común en todos los países.

#### Memoria de Fourcroy (pag. 75-100)

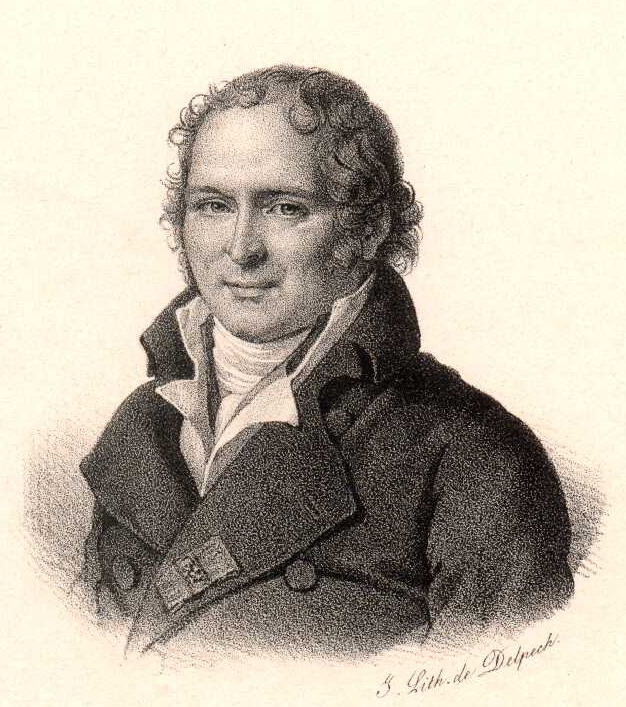
Antoine-François Fourcroy.

El Método para servir como explicación a la Tabla de Nomenclatura, escrito por Fourcroy, propone una explicación detallada guiando la utilización de la “tabla general de nomenclatura metódica” de la página 100; explicita precisamente el uso general de la tabla, de sus seis columnas, una por una.

#### Sinonimia y diccionario de las substancias químicas (pag. 101-237)

##### Advertencia sobre las dos sinonimias (pag. 101-106)
Esta parte introductoria a las dos clasificaciones siguientes expone su utilidad: Sintetizan los nombres de las sustancias presentes en la “tabla general de nomenclatura metódica” de la página 100. Permiten hacer el enlace entre la nomenclatura antigua dispar y la nueva, clasificada y normalizada.

##### Sinonimia antigua y nueva pag. 107-143)
La Sinonimia antigua y nueva por orden alfabético, compara los “nombres antiguos”, frecuentemente fantasiosos, presentados del lado izquierdo, con los “nuevos o adoptados nombres” a la derecha, en francés.

##### Diccionario para la nueva Nomenclatura Química (pag. 144-237)

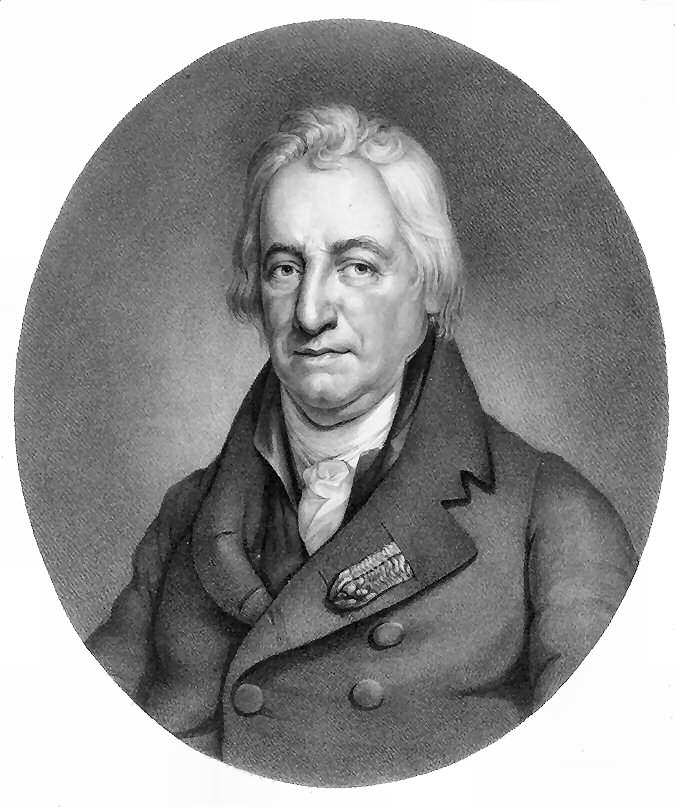
Claude-Louis Berthollet.

El Diccionario para la nueva Nomenclatura Química propone lo inverso de la primera tabla: Clasifica por orden alfabético los nuevos nombres (a la izquierda), y hace su correspondencia con los nombres antiguos. Esta parte es mucho más larga que la primera porque hace intervenir numerosos nombres nuevos, descubiertos recientemente, que no tienen equivalencia en la nomenclatura antigua.

#### Informe de la Academia de las ciencias sobre la nueva nomenclatura (pag. 238-252)
El Informe de la Academia de las ciencias sobre la nueva nomenclatura: extraído de los Registros de la Academia Real de las Ciencias el 13 de junio de 1787 firmado por Baumé, Cadet, Darcet, y Sage, y certificado por el marqués de Condorcet. Sintetiza la tesis previamente expuesta, retomando el plan de la memoria de Fourcroy, y adhiriéndose a describir la utilidad de la “tabla general de nomenclatura metódica” de la página 100, columna por columna. La Academia concluye su reporte aprobando la tesis expuesta, pero reclamándose un juez más importante.

#### Memorias de Hassenfratz y de Adet: los nuevos caracteres químicos (pag. 253-287)

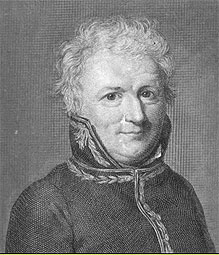
Jean Henri Hassenfratz, primer profesor de física de la Escuela polytechnique.

##### Primera memoria: los caracteres de las substancias simples (pag. 253-270)
La Memoria sobre los nuevos Caracteres a emplear en Química, obra de "MM. Hassenfratz, Bajo-Inspector de las Minas, y Adet hijo, Doctor-Regente de la Facultad de Medicina de Paris”, abre la segunda parte importante de la obra sobre un descubrimiento: si la nomenclatura fue reformada, los caracteres simbólicos de las sustancias químicas también deben serlo. En efecto, provienen de la tradición esotérica y no siempre de valor científico. Hassenfratz insiste sobre el hecho de que los caracteres químicos no deben ser, como para «los antiguos», un medio de reservar los conocimientos a una élite. Conviene difundirlos y volver su utilización universal, como lo hemos adoptado ya «los habitantes de China, de Tongking, y de Japón». Esta primera memoria se interesa en el estudio de los caracteres químicos de las sustancias simples.

##### Segunda memoria: los caracteres de las substancias complejas (pag. 271-287)
La II° memoria sobre los nuevos Caracteres a emplear en Química, y el arreglo que deben tener los nuevos Caracteres, a fin de luego expresar el reporte de cantidad de sustancias simples contenidas en las mezclas, por “MM. Hassenfratz, Inspector de las Minas, y Adet, Doctor-Regente de la Facultad de Medicina, en París”, propone completar la primera memoria interesándose en el estudio de los caracteres de sustancias químicas complejas.

#### Informe de la Academia de las ciencias sobre los nuevos caracteres químicos (pag. 288-312)
El Informe sobre los nuevos Caracteres químicos: extraídos de los Registros de la Academia Real de las Ciencias, del 27 de junio de 1787 fue firmado por Lavoisier, Bertholet, y Fourcroy, y certificado por el marqués de Condorcet. En esta última parte de la œuvre, Lavoisier escrito al nombre de la Academia y de sus colegas, y marca su aprobación de los trabajos de Hassenfratz y de Adet, recordando algunos puntos destacados de estas dos memorias.

#### Índice (p. 313-314)
El volumen cierra en la Tabla, que ocupa dos páginas de la edición original, y propone otra formulación de las partes de la obra que las que se presentan en el cuerpo del texto. Y están presentes al final las precisiones editoriales: «De la imprenta de Chardon, calle de la Harpe, 1787 ».

### La síntesis de los trabajos: las tablas desplegables

#### La tabla general de nomenclatura metódica (pag. 100)

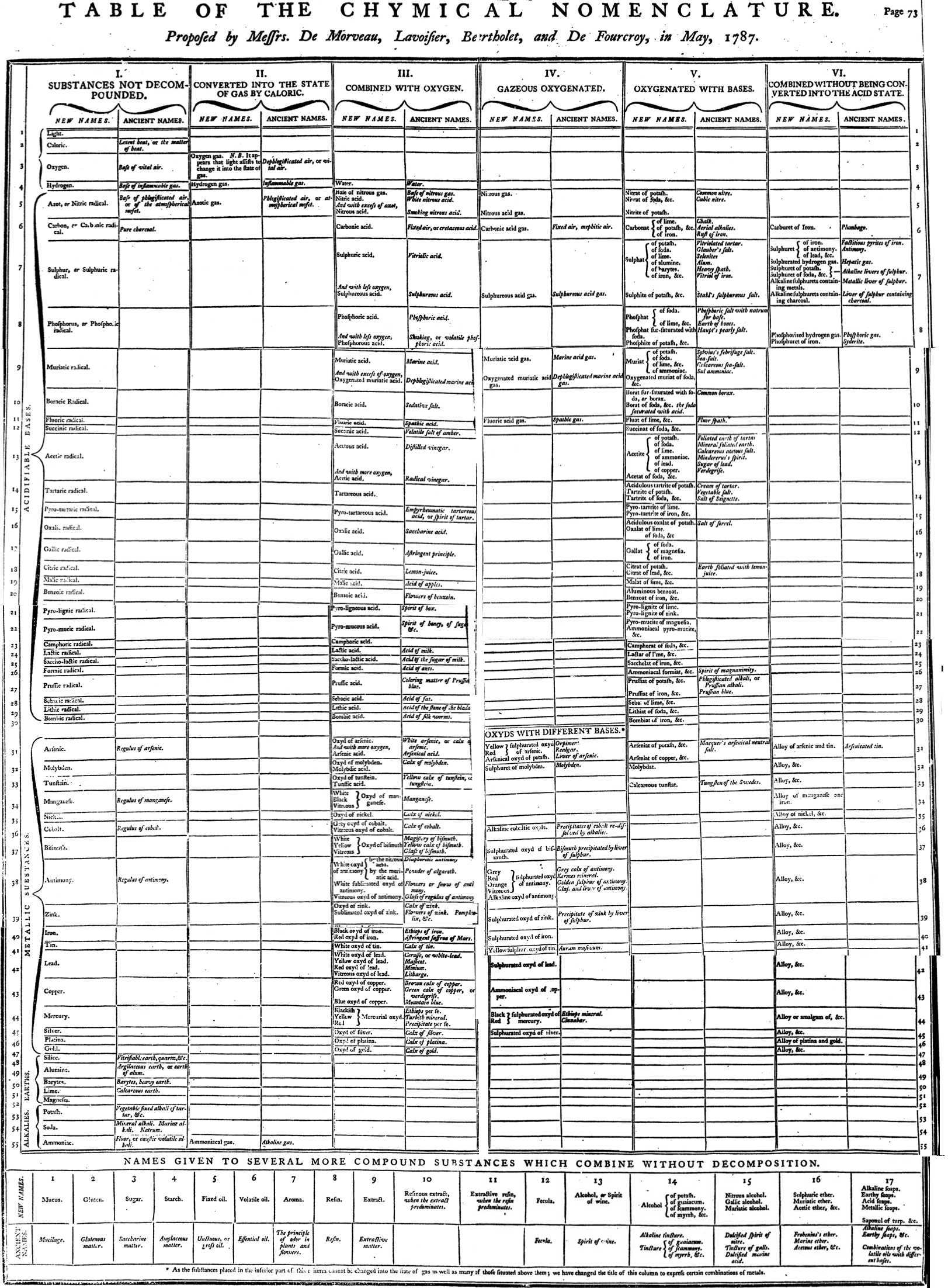
Tabla general de nomenclatura metódica de la primera traducción inglesa.

Una de las especificaciones más marcadas de la obra consiste en una tabla sintética desplegable de gran tamaño (75,5 x 51 cm), presentando el conjunto de las búsquedas sobre la nomenclatura química en seis grandes columnas. Se titulan respectivamente « Substancias no descompuestas», « Puestas al estado de gas», « Combinadas con el oxígeno», «Oxigenados gaseosos», «Oxigenados con bases», y « Combinadas sin estar llevadas al estado de ácido». El eje de las ordenadas cuenta por su parte 55 casillas. Esta tabla corta el libro en dos por la mitad y en medio, aislada entre los textos de la Memoria de Fourcroy (p. 75-100) y de la Advertencia sobre las dos sinonimias (p. 101-106).

#### Las seis otras tablas (pag. 314)
Las seis otras tablas desplegables se encuentran agrupadas al final de la obra, unidas después de la página 314 del índice. Se suceden también la “Plancha 1era” (36,5 x 19,7 cm) sobre los caracteres químicos, la “1era Tabla de caracteres a emplear en China para designar las sustancias simples. Por M.M. Hassenfratz y Adet” (50,5 x 19,7 cm), la “2.ª Tabla de las combinaciones calóricas” (35,8 x 19,7 cm), la “3.ª table de las combinaciones conocidas del oxígeno y sus calorías con diferentes cuerpos” (37 x 19,7 cm), la “4.ª Tabla. Combinaciones 2 a 2 de algunas sustancias distintas al oxígeno” (32 x 19,7 cm), y finalmente la “5.ª Tabla. Combinaciones tres a tres de algunas sustancias que forman sales neutras” (49,4 x 19,7 cm).

## Ediciones

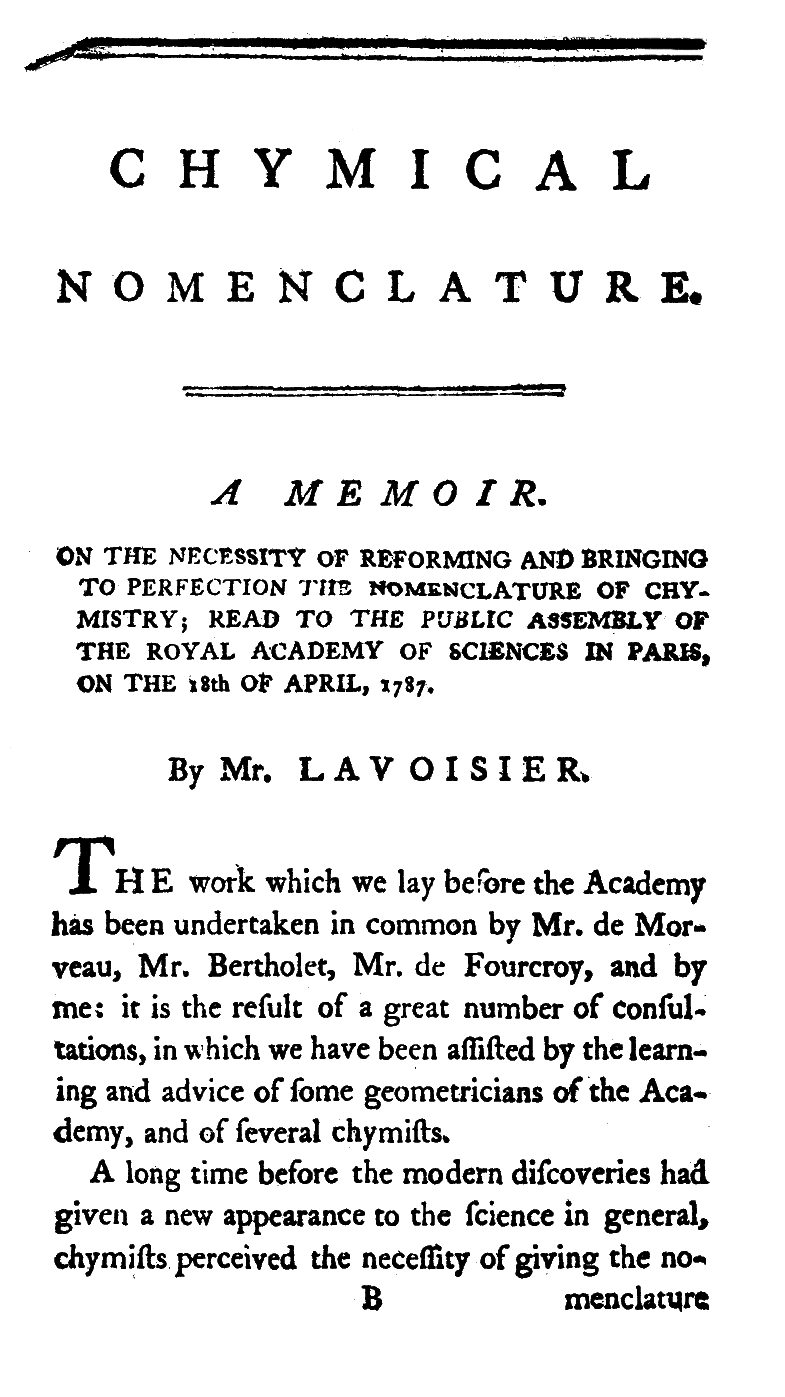
Página de título de una traducción inglesa moderna.

### Ediciones francesas
- 1787: Método de nomenclatura química, propuesto por MM. de Morveau, Lavoisier, Bertholet, & de Fourcroy. Hemos juntado un nuevo sistema de Caracteres químicos, adaptados a esta nomenclatura por MM. Hassanfratz & Adet. París, Cuchet, en 8°.
- 1789: Nomenclatura Química, o Sinonimia antigua y moderna, para servir a la Inteligencia de los Autores, Nueva Edición, en la cual hemos juntado diferentes Memorias e Informes de MM. Lavoisier, Fourcroy, Morveau, Cadet, Baumé, de Arcet y Sage, sobre la Necesidad de reformar y perfeccionar la Nomenclatura,
- 1983: Sobre el “Método de nomenclatura química”. Bosquejo histórico seguido del texto de 1787, presentado por Bernadette Bensaude-Vincent, CNRS, Cuadernos de historia y filosofía de las ciencias, 1983, n°6, 252 páginas.
- 1994: Guyton de Morveau, Lavoisier, Berthollet, Fourcroy: Método de nomenclatura química, introducción de Bernadette Bensaude-Vincent, Seuil, colección « Fuentes del saber », 256 páginas.
- 2011: Método de Nomenclatura Química: Hemos Unido Un Nuevo Sistema de Caracteres Químicos, Adaptados a Esta Nomenclatura / Por Hassenfratz Y Adet …, Nabu Press, 326 páginas.

### Traducciones extranjeras
- 1788: Método de la nueva nomenclatura quı́mica propuesto por M.M. de Morveau, Lavoisier, Bertholet, y de Fourcroy, a la Academia de Ciencias de Parı́s, y traducido al castellano por D. Pedro Gutiérrez Bueno, editado por Don Antonio de Sancha, Madrid, 352 páginas.